# Aspergillus crustosus
Aspergillus crustosus är en svampart som beskrevs av Raper & Fennell 1965. Aspergillus crustosus ingår i släktet Aspergillus och familjen Trichocomaceae.   Inga underarter finns listade i Catalogue of Life.